# DEL All-Star Game
Das DEL All-Star Game war ein Freundschaftsspiel in der deutschen Eishockeyliga DEL, das zwischen 1998 und 2009 jeweils kurz vor Beginn der Saison bzw. in späteren Jahren zum Jahresbeginn stattfand und bei welchem Starspieler der Liga in zwei Mannschaften gegeneinander antraten.
Seit Einführung des All-Star Game in der höchsten deutschen Eishockeyliga 1998 war es Brauch, dass ein All-Star-Team aus der DEL auf die deutsche Nationalmannschaft traf, seit der Saison 2006/07 wurde das Format jedoch geändert, sodass am 3. Februar 2007 zum ersten Mal eine DEL-Europa-Auswahl gegen ein Team nordamerikanischer Profis aus der DEL aufeinander traf. Am 2. Februar 2008 war der Spielort die Heimspielstätte der Dresdner Eislöwen, die Freiberger Arena auf der Magdeburger Straße.
Teil des Showprogramms war jedes Jahr, ähnlich wie beim Vorbild aus der NHL, eine Skills Competition, ein Wettbewerb, bei dem unter anderem der härteste Schlagschuss, der schnellste Skater oder die beste Dribbelstaffel ermittelt wird.
Die Spieler für die jeweiligen Teams wurden dabei jedes Jahr im Voraus von Sportjournalisten nominiert und konnten dann von den Eishockeyfans auf der Homepage der DEL in die Teams gewählt werden.
Zur Saison 2009/2010 wurde das All-Star Game aufgrund der 2010 in Deutschland ausgetragenen Eishockey-WM und damit verbundenen Terminproblemen ausgesetzt und seither nicht wieder aufgenommen. 
Die in diesem Rahmen ebenfalls ausgesetzte Skills Competition wurde erstmals wieder zu Beginn der Saison 2015/2016 als Bestandteil des Medienvertretern vorbehaltenen, ersten DEL Media Days ausgetragen.

## Idee
Nachdem bereits im Jahre 1979 die Idee eines All-Star Games nach amerikanischem Vorbild unter Redakteuren der Zeitschrift Eishockey Magazin aufgekommen war und damals sowie in den 1980er Jahren mehrere Auswahlspiele von Bundesliga-Teams gegen die deutsche Nationalmannschaft stattfanden, wurde diese Idee im Jahr 1998 von den DEL-Funktionären wiederaufgegriffen. Man erhoffte sich von dem Spiel einen ähnlich großen Erfolg wie die All-Star Begegnungen in den USA seit mehr als 60 Jahren erzielen konnten. Zu Beginn der Saison 1998/99 einigte man sich schließlich auf Frankfurt als Austragungsort der ersten All-Star Begegnung seit Gründung der DEL 1994.
Zur Saison 2001/02 wurde die Tradition eingeführt, das All-Star Spiel zu Beginn eines Jahres auszutragen anstatt wie zuvor zu Beginn einer neuen Saison. Dies hatte zur Folge, dass das Spiel in dieser Serie erst 2002 ausgetragen wurde und es somit 2001 kein DEL All-Star Game gab.

## Bisherige Spiele
| Jahr | Spielort          | Team 1            | Team 2               | Ergebnis | Wertvollste(r) Spieler                                 |
| ---- | ----------------- | ----------------- | -------------------- | -------- | ------------------------------------------------------ |
| 1998 | Frankfurt am Main | DEL All-Star Team | Team Deutschland     | 2:3      |                                                        |
| 1999 | Berlin            | DEL All-Star Team | Team Deutschland     | 3:6      |                                                        |
| 2000 | Düsseldorf        | DEL All-Star Team | Team Deutschland     | 4:1      |                                                        |
| 2002 | München           | DEL All-Star Team | Team Deutschland     | 5:7      |                                                        |
| 2003 | Köln              | DEL All-Star Team | Team Deutschland     | 4:6      | Dwayne Norris (DEL All-Star Team)                      |
| 2004 | Ingolstadt        | DEL All-Star Team | Team Deutschland     | 3:8      |                                                        |
| 2005 | Hamburg           | DEL All-Star Team | Team Deutschland     | 7:9      | Michael Hackert (GER)                                  |
| 2006 | Krefeld           | DEL All-Star Team | Team Deutschland     | 3:5      |                                                        |
| 2007 | Mannheim          | DEL Europa-Team   | DEL Nordamerika-Team | 10:12    | Eduard Lewandowski (Europa) Brad Smyth (Nordamerika)   |
| 2008 | Dresden           | DEL Europa-Team   | DEL Nordamerika-Team | 14:16    | Michal Mařík (Europa) Ryan Ramsay (Nordamerika)        |
| 2009 | Berlin            | DEL Europa-Team   | DEL Nordamerika-Team | 8:9      | Herberts Vasiļjevs (Europa) Steve Walker (Nordamerika) |